# Вавілова Наталія Дмитрівна
Наталія Дмитрівна Вавілова (нар. 26 січня 1959, Москва, РРФСР, СРСР) — радянська кіноактриса.

## Біографія
Народилася 26 січня 1959 року в Москві — п'ятою, наймолодшою дитиною в багатодітній сім'ї дипломатичного працівника. Жила на Ленінському проспекті, недалеко від кіностудії «Мосфільм». Дебютом в кінематографі стала кіноповість «Такі високі гори» (1974) режисера Юлії Солнцевої.
Перша популярність прийшла до дівчини після виконання ролі школярки Таї Петрової у фільмі «Розіграш» (1976) режисера Володимира Меньшова.
Всесоюзний успіх принесла роль Олександри Тихомирової — дочки головної героїні в художньому фільмі «Москва сльозам не вірить» (1979) режисера Володимира Меньшова. Однак цього успіху могло і не бути, бо напередодні зйомок батьки Наталі заборонили їй зніматися в кіно. Вони влаштували її на курси в МЗС СРСР і заборонили їй підходити до телефону. Володимир Меньшов опинився в скрутній ситуації, оскільки нікого, крім Наталі, не представляв у ролі Олександри. Положення врятував знаменитий актор Олексій Баталов, з яким режисер приїхав до Наташі додому. Після бесіди з ним батьки здалися. В результаті Наташа кинула курси, вступила до ВДІКУ і стала актрисою.
З майбутнім чоловіком, режисером бойовиків Самвелом Гаспаровим (1938—2020), Познайомилася в 1979 році на прем'єрі фільму «Москва сльозам не вірить».
У 1984 році Закінчила Всесоюзний державний інститут кінематографії (ВДІК) (акторська майстерня Євгена Матвєєва). Разом з нею на тому ж курсі вчилися Володимир Шевельков і Алім Кулієв.
На зйомках історичного фільму «Микола Подвойський» режисера Юрія Борецького в Ярославлі в 1986 році актриса впала з коня і отримала травму хребта середньої тяжкості. Через два тижні Наталя вже могла повернутися на зйомку, але режисер, який просив її не надавати розголосу інцидент, за цей час встиг взяти на головну роль іншу акторку. Душевна травма серйозніша за фізичну: Вавілова взяла довгий відпустку і поїхала разом з чоловіком в подорож по Європі. Потім актриса знялася ще в картині свого чоловіка «Стерв'ятники на дорогах» (1990) і у фільмі «Справа Сухово-Кобиліна» (1991) режисера Леоніда Пчолкіна, роботою, якою вирішила завершити кінокар'єру. Пізніше Наталії часто пропонували нові ролі, але жодна з них її не зацікавила.
Станом на 2006 рік, Наталія Вавілова намагалася уникати контактів з пресою. Проживала з чоловіком у приватному будинку в дванадцяти кілометрах від Москви, на Рубльовці. Займалася садівництвом, квітникарством, кулінарією і благодійною діяльністю. 26 травня 2020 року чоловік актриси, режисер Самвел Гаспаров, помер від коронавіруса.

## Фільмографія
- 1974 — Такі високі гори — дівчинка
- 1976 — Розіграш — Тая Петрова, вона ж «юродива»
- 1976 — Розповідь про те, як цар Петро арапа женив — дама на балу
- 1977 — Червоні дипкур'єри — Олена
- 1978 — По вулицях комод водили (новела «На волосині») — незнайомка
- 1979 — Москва сльозам не вірить — Олександра Олександрівна Тихомирова, дочка Катерини
- 1979 — Важка вода — Олена Соловйова
- 1980 — Вторгнення — Ліза
- 1980 — Повінь — Надя Махахей
- 1981 — Шофер на один рейс — Ліля, дочка Софії Макарівни
- 1982 — Нас вінчали не в церкві — Лариса Чемоданова
- 1983 — Смуга везіння (кіноальманах) (новела «Візит») — Марина
- 1983 — Учень лікаря — Тодорка
- 1984 — Мій обранець — Таня
- 1985 — Не ходіть, дівки, заміж — подруга Ольги
- 1985 — Перемога — Барбара Дановска, журналістка з Польщі
- 1985 — Поїзд поза розкладом — Галя
- 1986 — Бармен з «Золотого якоря» — Олена Звєрєва
- 1986 — Не має чину — Мері
- 1986 — Час синів — Валентина
- 1990 — Стерв'ятники на дорогах — Таня
- 1991 — Справа Сухово-Кобиліна — Євдокія